# Haruno Sasaki
Haruno Sasaki (japanisch 佐々木 春乃 Sasaki Haruno; * 26. Februar 1995 in Toyama) ist eine japanische Handballspielerin, die dem Kader der japanischen Nationalmannschaft angehört.

## Karriere
Haruno Sasaki spielte für die japanische Mannschaft Hokkoku Bank. Zur Saison 2021/22 wechselte die Rückraumspielerin zum deutschen Bundesligisten Borussia Dortmund. Im Sommer 2025 wird sie zum Ligakonkurrenten Frisch Auf Göppingen wechseln.
Sasaki bestritt bislang 52 Länderspiele für die japanische Nationalmannschaft, in denen sie 162 Treffer erzielte. Mit Japan nahm sie 2017, 2019 und 2023 an der Weltmeisterschaft teil. Mit der japanischen Auswahl nahm sie an den Olympischen Spielen in Tokio teil. Sasaki gewann bei der Asienmeisterschaft 2022 die Silbermedaille. Im Finale gegen Südkorea war sie mit sieben Treffern die torgefährlichste Spielerin der japanischen Auswahl. Bei der Asienmeisterschaft 2024 gewann sie mit Japan den Titel.